# Miltonvale
Miltonvale är en ort i Cloud County i Kansas. Vid 2020 års folkräkning hade Miltonvale 440 invånare.